# Березовский, Александр Иванович
Александр Иванович Березовский (1 декабря 1867 — 15 октября 1940) — русский военачальник, генерал-лейтенант, герой Первой мировой войны. Участник Гражданской войны в России на стороне Белого движения.

## Служба в России
Родился в Черниговской губернии.
Окончил Петровский Полтавский кадетский корпус (1886) и Михайловское артиллерийское училище (1889), откуда был выпущен подпоручиком в 33-ю артиллерийскую бригаду.
Чины: поручик (1891), штабс-капитан (1896), капитан (1898), подполковник (1901), полковник (1905), генерал-майор (за отличие, 1914), генерал-лейтенант (за отличие, 1917).
В 1896 году окончил Николаевскую академию Генерального штаба по 1-му разряду.
А после академии служил по в Киевском военном округе в штабах 9-й кавалерийской дивизии и в 12-м армейском корпусе. С 1902 года старший адъютант штаба Казанского военного округа. С 1908 года начальник штаба 14-й пехотной дивизии. 24 октября 1910 года становится командиром 57-го пехотного Модлинского полка, с которым вступил в Первую мировую войну.
В октябре 1914 года награждается Георгиевским оружием и производится в генерал-майоры. Награждён за бой с 26-го по 30-е августа 1914 года под Гродском, когда Березовский, командуя 57-м пехотным Модлинским полком, сдержал атаки превосходящих сил противника, стремившегося прорваться на главный путь сообщения к Львову. В мае назначен начальником штаба 10-го армейского корпуса, в конце 1917 года командиром 31-го армейского корпуса, а в 1918 году принял командование 3-м Украинским корпусом в стадии формирования и находился на Украине при гетмане Скоропадском. В октябре 1918 года бежал в Крым и находился при штабе Крымско-Азовской Добровольческой армии генерала Боровского, после чего прибыл в штаб Главнокомандующего ВСЮР и находился в его распоряжении, выполняя различные ответственные поручения.

## Эмиграция
В ноябре 1920 года во время эвакуации армии Врангеля из Крыма Березовский прибыл в Константинополь. Вскоре переехал в Берлин и занял там должность председателя берлинского отдела Общества русских офицеров Генерального штаба. Во 2-й половине 1938 года был назначен начальником 3-го отдела Объединения русских военных союзов в Германии и заместителем начальника Объединения.
Умер 15 октября 1940 года. Похоронен на русском кладбище Тегель в Берлине.